# Sophie Wilson
Sophie Mary Wilson CBE FRS, nació en Leeds, Yorkshire en Inglaterra, el año 1957. Es una ingeniera informática que diseñó el BBC Micro y el BBC BASIC. Fue una de las diseñadoras originales de las arquitecturas RISC con el diseño del primer chip de  ARM: ARM1 de 1985.
Wilson diseñó por primera vez una micro-computadora durante un descanso de sus estudios en el Selwyn College, Cambridge. Posteriormente ingresó en la empresa Acorn Computers y ella jugó un papel principal en el diseño de BBC Micro, incluyendo el lenguaje de programación BBC BASIC cuyo desarrollo lideró durante 15 años.  Comenzó a diseñar el computador de instrucciones reducidas ARM(RISC)  en  1983, que entró en producción dos años después. Este computador se empezó a popularizar en los sistemas integrados y ahora es la arquitectura más utilizada en los teléfonos inteligentes. Actualmente es la directora  del conglomerado tecnológico Broadcom Inc. En 2011, fue incluida en 8.º lugar de la lista en el artículo titulado Las 15 Mujeres más importantes en la historia de la tecnología, en la revista Maximum PC. Fue galardonada con la Comandante del Imperio Británico en 2019.

## Juventud y Educación
Wilson nacida y crecida en Leeds,Yorkshire, sus padres eran maestros, su padre especializado en Inglés y su madre en Física. Estudió Ingeniería Informática y Matemáticas en Selwyn College, Universidad de Cambridge.  En las vacaciones de Pascua de la universidad, diseñó un micro-ordenador con el microprocesador MOS Technology 6502 inspirado en el anterior MK14, el cual es usado para controlar la alimentación de las vacas.

## Carrera profesional

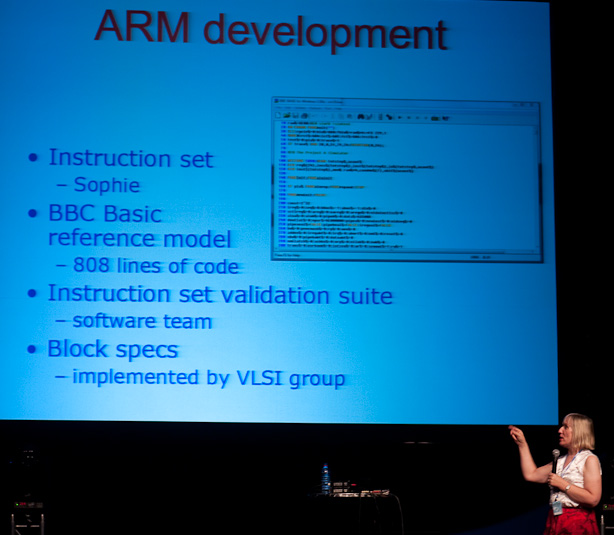
ARM Develoment

En 1978 entró en la compañía Acorn Computers Ltd, después de diseñar un dispositivo para evitar que las chispas de los mecheros activasen el sistema de pago en las máquinas tragaperras. Chris Curry y Hermann Hauser utilizaron el diseño de su computadora para construir Acorn Micro-Computer, la primera de una larga línea de computadoras vendidas por la compañía.
En julio de 1981, Wilson amplio el lenguaje de programación BASIC del Arcorn Atom en una versión mejorada para el Arcorn Proton, un micro-ordenador que le permitió a Acorn ganar el contrato de British Broadcasting Corporation(BBC) para un ambicioso proyecto educativo de informática. Hauser jugó un juego mental en el que le dijo a Wilson y a su colega Steve Furber que el otro había acordado que se podría construir un prototipo en una semana. De acuerdo con el desafío, Wilson diseñó el sistema que incluía la placa de circuito y los componentes de lunes a miércoles, lo que requería que los nuevos circuitos integrados DRAM nuevos y rápidos se obtuvieran directamente de Hitachi. Para el jueves por la noche, el prototipo había sido construido, si bien el software tenía errores, lo que la obligó a quedarse toda la noche hasta el viernes depurando el código. Fue un éxito con la BBC, que le otorgó a Acorn el contrato. Junto con Furber, Wilson estuvo presente detrás del escenario en la primera transmisión de la máquina por televisión, en caso de que se requiriera alguna corrección de software. Más tarde describió el evento como "un momento único en el tiempo en que el público quería saber cómo funciona esto y se le podía mostrar y enseñar cómo programar". El Proton se convirtió en BBC Micro y su BASIC se convirtió en BBC BASIC, cuyo desarrollo fue liderado por Wilson durante los siguientes 15 años. Además de la programación, escribió los manuales y las especificaciones técnicas, dándose cuenta de que la comunicación era una parte importante para tener éxito.
En octubre de 1983, Wilson comenzó a diseñar el conjunto de instrucciones para uno de los primeros procesadores de computadora con conjunto de instrucciones reducidas (RISC), la máquina RISC Acorn (ARM). El ARM1 se entregó el 26 de abril de 1985 y funcionó por primera vez. Más tarde, este tipo de procesador se convirtió en uno de los núcleos IP más exitosos, un núcleo de CPU con licencia, y para 2012 se estaba utilizando en el 95% de los teléfonos inteligentes.
Diseñó Acorn Replay, la arquitectura de video para máquinas Acorn. Esto incluía las extensiones del sistema operativo para acceso de video, así como los códecs, optimizados para ejecutar video de alta velocidad de cuadros en CPU ARM desde el ARM 2 en adelante.
Fue miembro de la junta de la compañía de tecnología y juegos Eidos Interactive, que compró y creó Eidos Interactive, durante los años posteriores a su flotación en 1990, y fue consultora de ARM Ltd cuando se separó de Acorn en 1990.
Desde la desaparición de Acorn Computers, Wilson ha hecho algunas apariciones públicas para hablar sobre el trabajo realizado allí.
Actualmente es Directora de Diseño de IC en la oficina de Broadcom en Cambridge, Reino Unido. Fue la arquitecta jefe del procesador Firepath de Broadcom. Firepath tiene su historia en Acorn Computers, que, después de ser renombrado como Element 14, fue comprado por Broadcom en 2000.
Fue galardonada con el Premio Fellow por el Computer History Museum en California en 2012 "por su trabajo, con Steve Furber, en la Computadora BBC Micro y la arquitectura del procesador ARM ". En 2013, Wilson fue elegida miembro de la prestigiosa Royal Society. Recibió el Lovie Lifetime Achievement Award 2014 en reconocimiento por su importante invención del procesador ARM. En 2016 se convirtió en miembro honorario de su alma mater Selwyn College, Cambridge.
Wilson fue nombrada comandante de la Orden del Imperio Británico (CBE) en los honores de cumpleaños del 2019 por sus servicios a la informática.

## Vida personal
Wilson es una mujer transgénero. Le gusta la fotografía y está involucrada en un grupo de teatro local, donde está a cargo de disfraces, escenografías  y ha actuado en varias producciones. También ha hecho un cameo como casera de pub en el drama de televisión de la BBC Micro Men, en el que Stefan Butler, interpreta a un Wilson más joven.